# McCanick: Útěk před minulostí
McCanick: Útěk před minulostí (v originále McCanick) je americký hraný film z roku 2013, který režíroval Josh C. Waller. Film popisuje pátrání policisty po propuštěném delikventovi. Snímek měl světovou premiéru na Mezinárodním filmovém festivalu v Torontu 9. září 2008.

## Děj
Eugene McCanick je detektiv, který se svým mladším parťákem Floydem pátrá po Simonovi Weeksovi, který byl nedávno propuštěn z vězení. Před sedmi lety McCanick dostal Weekse do vězení za vraždu kongresmana. Weeks se tehdy živil jako prostitut a kongresman byl jeho klient. McCanick Floydovi nesdělí pravé důvody, proč se snaží propuštěného delikventa najít. Při jedné z razií McCanick omylem těžce postřelí Floyda a při vyšetřování řekne, že střílel Weeks. Poté se vydává hledat Weekse na vlastní pěst, aby si ujasnil, co se mezi nimi před lety odehrálo.

## Obsazení
| David Morse    | Eugene McCanick |
| Cory Monteith  | Simon Weeks     |
| Mike Vogel     | Floyd Intrator  |
| Rachel Nichols | Amy Intrator    |
| Trevor Morgan  | Louis           |
| Aaron Yoo      | Carl            |
| Tracie Thoms   | Alice           |
| Ciarán Hinds   | Quinn           |